# Thomas Sutton

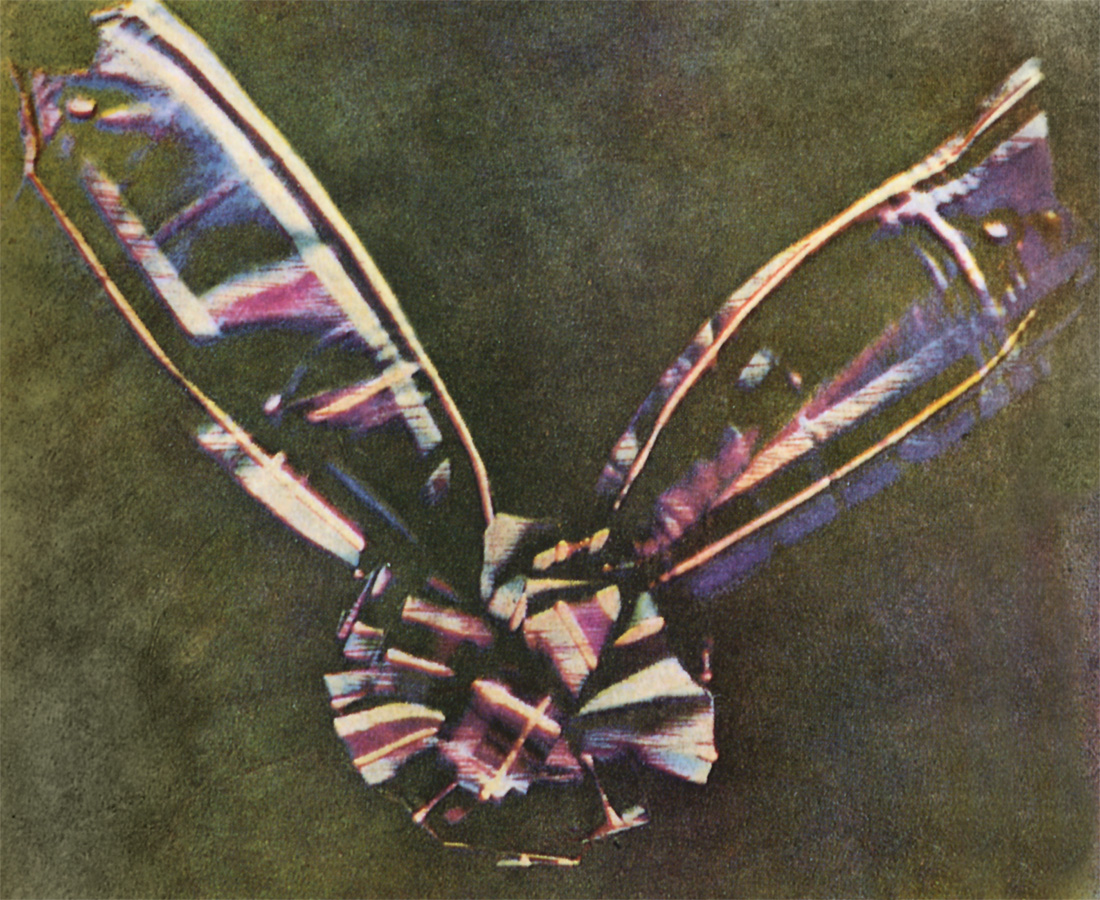
„Tartanowa wstążka” (Tartan Ribbon) Pierwsze na świecie kolorowe zdjęcie wykonane przez Suttona w 1861

Thomas Sutton (ur. 22 września 1819 w Londynie, zm. 19 marca 1875 w Pwllheli) – angielski fotograf i wynalazca. Opracował między innymi obiektyw szerokokątny znany jako obiektyw panoramiczny Suttona oraz jako pierwszy zaprojektował, skonstruował i opatentował w 1861 tzw. „aparat Suttona”, pierwszy aparat fotograficzny o konstrukcji lustrzanki jednoobiektywowej.

## Życiorys
Urodził się 22 września 1819 w Londynie. W latach 1842–1846 studiował w Gonville and Caius College na Uniwersytecie Cambridge . W 1847 pod patronatem księcia Alberta założył studio fotograficzne w Jersey.
Na początku lat 50. XIX wieku studiował fotografię u Frédérica Flachérona, zrobił w tym czasie wiele kalotypiowych zdjęć Rzymu, zainteresował się wówczas masową produkcją odbitek co doprowadziło, że w 1855 wspólnie z Louis'm Blanquartem-Evrardem otworzył przedsiębiorstwo fotograficzne zajmujące się robieniem odbitek kalotypiowych.
W 1856 rozpoczął publikację periodyku „Photographic Notes”, zajmował pozycję redaktora naczelnego tego pisma przez 11 lat, był także autorem szeregu książek o fotografii w tym opublikowanej w 1858 Dictionary of Photography.
W 1859 opracował pierwszy obiektyw szerokokątny znany jako obiektyw panoramiczny Suttona. W 1861 opracował i zbudował pierwszy na świecie aparat fotograficzny o konstrukcji lustrzanki jednoobiektywowej, w tym samym roku jako pierwszy zrobił trwałe zdjęcie kolorowe. Sutton posługując się metodą zasugerowaną przez Jamesa Maxwella zrobił trzy zdjęcia wstążeczki tartanowej używając do tego trzech różnych filtrów (czerwonego, zielonego i niebieskiego), a następnie przy pomocy trzech latarni czarnoksięskich i trzech podobnych filtrów łącząc trzy monochromatyczne zdjęcia w jedno kolorowe.
Także w 1861 Sutton otrzymał pozycję wykładowcy fotografii w King’s College w Londynie z której zrezygnował po kilku miesiącach z powodów osobistych, za powód podając nieustanne i niewygodne podróże pomiędzy Jersey a Londynem.
Zmarł nagle 19 marca 1875 w Pwllheli w Walii.

## Wybrane dzieła[8]
- Souvenirs de Jersey (album ze zdjęciami Suttona, 1854)
- The Calotype Process: A Handbook to Photography on Paper (1855)
- A New Method of Printing Positive Photography By Which Permanent and Artistic Result May be Uniformly Obrained (1855)
- The Amateur's Photographic Album (seria wydawnicza, 1855-57)
- A Dictionary of Photography (1858)